# Кардиограмма (песня)
«Кардиограмма» (также «Instasamka Diss») — дисс российской певицы Мэйби Бэйби, выпущенный 7 мая 2022 года на YouTube вместе с видеоклипом. Песня является ответом Мэйби Бэйби на сингл Инстасамки «Снова?» при продюсировании Moneyken, в котором исполнительница обвиняет артистов в плагиате и называет их творчество «колхозом».

## Предыстория и описание
22 апреля 2022 года вышел сингл Инстасамки «Снова?», в котором рэперша использовала панч про стилиста, вдохновлённый строчкой совместного трека Мэйби Бэйби и Доры «Барбисайз». 7 мая 2022 года Мэйби Бэйби выпустила дисс-трек, в котором обвинила Инстасамку в лицемерии, отсутствии навыков и заимствовании чужих идей, а Moneyken в присваивании чужих битов. Также, Мэйби Бэйби припомнила несколько инцидентов из жизни Инстасамки; фейковое ограбление квартиры и случай с оскорблением визажисток, произошедший в феврале 2021 года.

## Чарты

### Ежедневные чарты
| Чарт (2022)            | Высшая позиция |
| ---------------------- | -------------- |
| Россия (YouTube Music) | 1              |

### Еженедельные чарты
| Чарт (2022)                | Высшая позиция |
| -------------------------- | -------------- |
| Россия (Top YouTube Hits)  | 10             |
| Украина (Top YouTube Hits) | 65             |

### Ежемесячные чарты
| Чарт (2022)                | Высшая позиция |
| -------------------------- | -------------- |
| Россия (Top YouTube Hits)  | 17             |
| Украина (Top YouTube Hits) | 78             |